# Mladen Machiedo
Mladen Machiedo (Zagreb, 9. lipnja 1938.) hrvatski pjesnik, znanstvenik, esejist, antologičar, prevoditelj i redoviti član Hrvatske akademije znanosti i umjetnosti.

## Životopis
U rodnom Zagrebu je pohađao pučku školu i realnu gimnaziju, maturirao 1956., te potom diplomirao na Filozofskom fakultetu 1961. godine talijanski jezik i književnost i francuski jezik i književnost. Pohađao je također predavanja i polagao ispite iz španjolskog, portugalskog i komparativne književnosti. Godine 1979. obranio je doktorsku disertaciju pod nazivom Leonardo da Vinci i poezija.
Od svibnja 2014. godine redoviti je član HAZU-a.

## Nagrade i priznanja[4]
- Nagrada Društva hrvatskih književnih prevodilaca (1973.)
- Nagrada Frano Čale (1994.)
- Nagrada Josip Juraj Strossmayer (1997.)
- Red Danice hrvatske s likom Marka Marulića[5] (1998.)
- Nagrada Kiklop (2004.)
- Nagrada Croata Rediviva (2008.)
- Nagrada Iso Velikanović za životno djelo[6]

## Nepotpun popis djela

### Poezija
- Aeroliti (Zagreb, 1982.); Aeroliti (tal., Udine, 1989.)
- Na strani dima (Zagreb, 1994.)
- Senza risposta (Zagreb, 1995.)
- Diptih (Zagreb, 1998.),
- Poesie (autoantologija, Bologna, 2002.)
- Dvostruka milost (Zagreb, 2004.)
- Nikad bolje (Zagreb, 2010.)
- Sintesi (Pistoia, 2010.)
- El emigrante y otros poemas (antologija, Santiago de Chile, 2014.)
- Balzami, Matica hrvatska, Zagreb, 2018., ISBN 978-953-341-115-6

### Znanost, kritika, esejistika
- Od kanconijera do svemirske nepoznanice (Split, 1973.)
- Leonardo da Vinci i poezija (Zagreb, 1981., 2009.)
- Ritratto poetico di Saverio Vóllaro (Reggio Calabria, 1991.)
- Vicini ignoti (Zagreb, 1992.)
- O ’modusima‘ književnosti (Zagreb, 1996., 2002.)
- Umješnost previda / L’art de l’oubli (Zagreb-Split, 1997.)
- Sotto varie angolazioni (Zagreb, 1997.)
- Duž obale (isto, 1997)
- Machiavelli segreto (Lesa, Novara, 2001.)
- Dritto e rovescio (Zagreb, 2002.)
- Preko rubova (Split, 2006.)
- Ancora controcorrente (Zagreb, 2007.)

## Vanjske poveznice
- http://www.mladen-machiedo.com/